# Manpei Takagi
Manpei Takagi (高木 万平?, Takagi Manpei; Nagoya, 22 ottobre 1985) è un attore giapponese, noto per aver interpretato Retsu Fukami nella serie super sentai Juken Sentai Gekiranger.
Ha un fratello gemello di nome Shinpei.

## Filmografia

### Cinema
- Ouran High School Host Club (Gekijoban Oran Koko Hosutobu), regia di Satoshi Kan (2012)
- Senchimentaru Yasuko, regia di Kei Horie (2012)
- Kabadieen! Gekitotsu Dokuro Koko, regia di Yûichi Abe (2014)

### Televisione
- Jûken sentai Gekirenjâ – serie TV, 49 episodi (2007-2008)
- Mei-chan no shitsuji – serie TV, 10 episodi (2009)
- Meitantei no okite – serie TV, episodio 1x09 (2009)
- Ninkyô herupâ – serie TV, 11 episodi (2009)
- Indigo no yoru – serie TV, 63 episodi (2010)
- Ouran High School Host Club – serie TV, 11 episodi (2011)

- Shirato osamu no jikenbo – serie TV, episodio 1x08 (2012)
- Kasôken no onna – serie TV, episodio 15x03 (2015)

## Doppiaggio
- Yuto in Yu-Gi-Oh! Arc-V